# Leona Roberts
Leona Celinda Doty (Ohio, 26 de julio de 1879-Santa Mónica, California, 29 de enero de 1954), conocida artísticamente como Leona Roberts, fue una actriz de cine y teatro estadounidense.

## Biografía
Hizo su debut en Broadway en 1926, donde actuó en aproximadamente 40 producciones teatrales entre 1926 y 1945, principalmente en papeles secundarios. Comenzó su carrera cinematográfica en 1926, como protagonista en la película Poor Mrs. Jones, una producción del Departamento de Agricultura de los Estados Unidos. Se trasladó a Hollywood en 1937 y actuó en más de 40 películas, la mayoría en papeles maternales secundarios. El papel por el que es más conocida probablemente sea el de la Sra. Meade, la esposa del Doctor Meade (interpretado por Harry Davenport) en Lo que el viento se llevó (1939).
Roberts también actuó junto a Cary Grant y Katharine Hepburn en la comedia Bringing Up Baby (1938) interpretando a la sirvienta de la casa, Mrs. Gogarty, así como en Of Human Hearts (1938) con James Stewart y The Blue Bird (1940) con Shirley Temple. En 1941, regresó a Broadway, donde trabajó hasta mediados de la década de 1940. Posteriormente trabajó de nuevo en Hollywood y realizó allí algunas de sus últimas películas, incluida un pequeño papel en Los amores de Carmen (1948). Su última película fue en 1949. Murió en 1954, a la edad de 74 años. Era la madre de la actriz Josephine Hutchinson y la hermana de Edith Roberts.

## Filmografía
- Poor Mrs. Jones (1926)
- Border Cafe (1937)
- Super-Sleuth (1937)
- There Goes the Groom (1937)
- Fight for Your Lady (1937)
- Quick Money (1937)
- Crashing Hollywood (1938)
- Crime Ring (1938)
- Everybody's Doing It (1938)
- Of Human Hearts (1938)
- Bringing Up Baby (1938)
- Condemned Women (1938)
- This Marriage Business (1938)
- Having Wonderful Time (1938)
- Crime Ring (1938)
- The Affairs of Annabel (1938)
- I Stand Accused (1938)
- Kentucky (1938)
- Boy Slaves (1939)
- Persons in Hiding (1939)
- They Made Her a Spy (1939)
- Bachelor Mother (1939)
- The Spellbinder (1939)
- The Escape]] (1939)
- Three Sons (1939)
- Sued for Libel (1939)
- Lo que el viento se llevó (Gone with the Wind, 1939)
- Swanee River (1939)
- Thou Shalt Not Kill (1939)
- The Man Who Wouldn't Talk (1940)
- The Blue Bird (1940)
- Abe Lincoln in Illinois (1940)
- Ski Patrol (1940)
- Flight Angels (1940)
- Gangs of Chicago (1940)
- Queen of the Mob (1940)
- Anne of Windy Poplars (1940)
- Golden Gloves (1940)
- Comin' Round the Mountain (1940)
- Wildcat Bus (1940)
- Blondie Plays Cupid (1940)
- A La Habana me voy (Week-End in Havana, 1941)
- The Madonna's Secret (1946)
- Boomerang! (1947)
- Los amores de Carmen (The Loves of Carmen, 1948)
- Chicago Deadline (1949)